# 100% (canción de Sonic Youth)
«100%» es una canción y un sencillo de la banda Sonic Youth, publicado en julio de 1992 por los sellos DGC y Geffen Records, y perteneciente al álbum Dirty. El video musical de la canción fue dirigido pot Tamra Davis y Spike Jonze.

## Lista de canciones
| Sencillo en CD |                                     |          |  |
| N.º            | Título                              | Duración |  |
| 1.             | «100%» (Lado A, versión LP)         | 2:29     |  |
| 2.             | «Creme Brulee» (Lado A, versión LP) | 2:32     |  |
| 3.             | «Genetic» (Lado B)                  | 3:50     |  |
| 4.             | «Hendrix Necro» (Lado B)            | 2:50     |  |
| 11:41          |                                     |          |  |

## Posicionamiento en listas
| Lista (1994)                        | Mejor posición |
| ----------------------------------- | -------------- |
| Estados Unidos (Modern Rock Tracks) | 4              |
| Nueva Zelanda (Recorded Music NZ)   | 30             |
| Reino Unido (UK Singles Chart)      | 28             |